# Ecografia Doppler

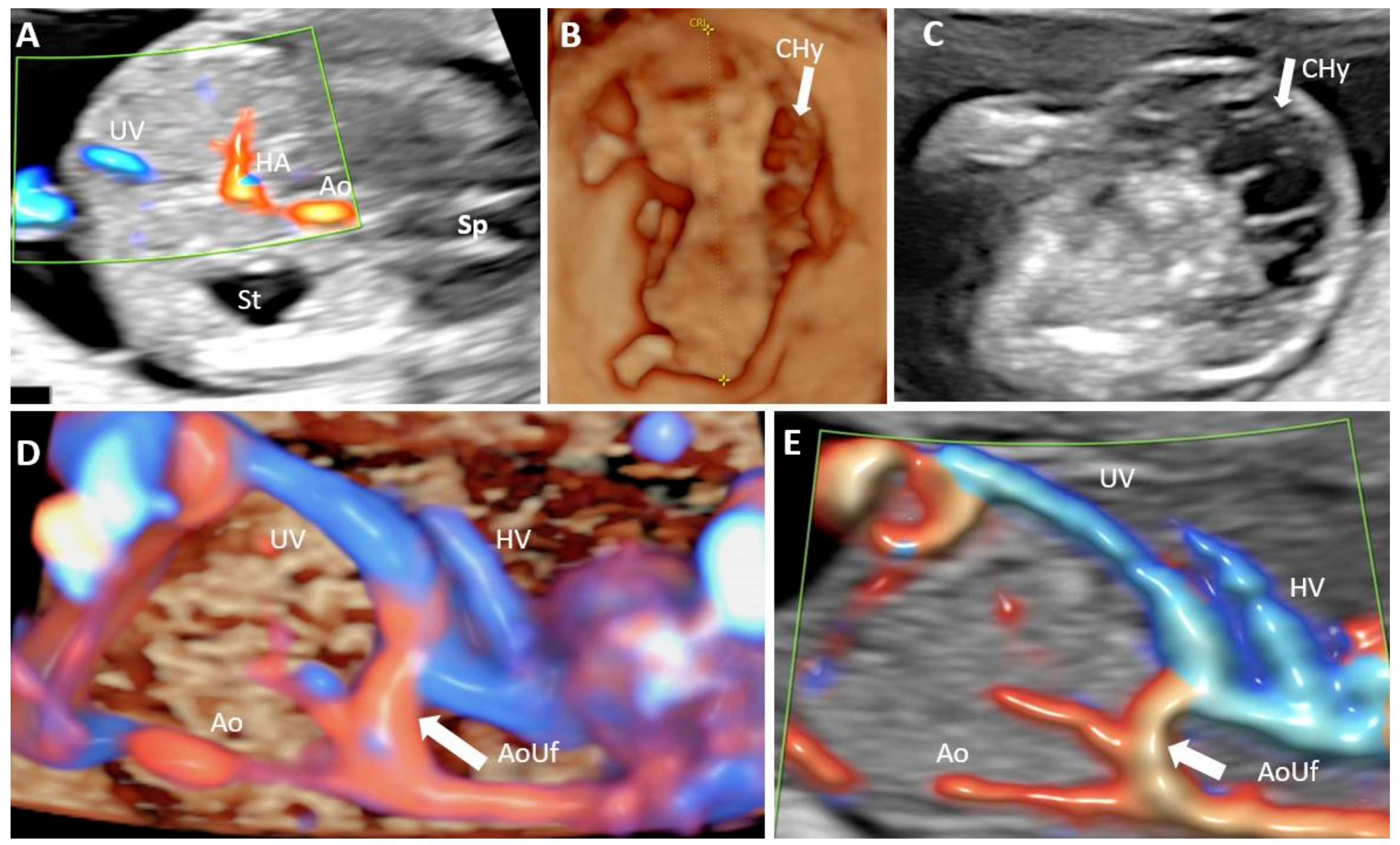
Ausência do sistema portal num caso de primeiro trimestre associado a higroma e fístula aorto-umbilical. (A): Plano transversal do abdómen superior com aplicação do Doppler colorido, mostrando a inserção do cordão umbilical, estômago, artéria hepática proeminente e ausência de perfusão venosa hepática aferente; (B): Plano sagital mediano reconstruído a partir de uma aquisição tridimensional de volume onde se mede o comprimento cabeça-nádega e se pode observar o higroma quístico fetal (seta branca); (C): Vista ecográfica transversal da massa quística nucal septada no pescoço (seta branca); (D): STIC 4D que mostra na vista longitudinal do abdómen fetal uma ligação anormal (seta branca) entre a veia umbilical e a aorta. (E): mesmos aspetos que (D), utilizando a avaliação bidimensional com Doppler colorido. Veia umbilical UV, artéria hepática HA, aorta Ao, estômago St, coluna Sp, higroma cístico CHy, fístula aorto-umbilical AoUf.

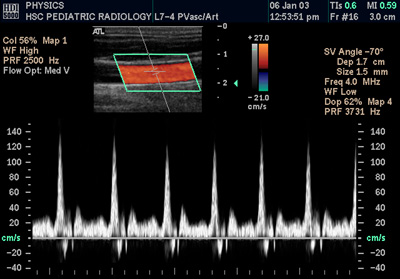
Doppler tipo espectral da carótida comum

O ultrassom Doppler, ou simplesmente eco-Doppler, é um tipo de ultrassom que utiliza o ultrassom e o efeito Doppler para avaliar as ondas de velocidade de fluxo de certas estruturas do corpo, geralmente vasos sanguíneos, que são inacessíveis à visão direta. A técnica permite determinar se o fluxo se dirige para a sonda ou se se afasta dela, bem como a velocidade relativa desse fluxo. Calculando a variação da frequência do volume de uma amostra específica, por exemplo, o fluxo sanguíneo numa válvula cardíaca, a sua velocidade e direção podem ser determinadas e visualizadas. A impressão de um ultrassom tradicional combinado com um ultrassom Doppler é conhecida como ultrassom duplex.
A informação Doppler é representada graficamente com um Doppler espectral, ou como uma imagem utilizando Doppler direcional ou Doppler de potência (Doppler não direcional). A frequência Doppler enquadra-se na gama audível e é representada por altifalantes estéreo, produzindo um som pulsante distinto, embora sintético.

## Princípio
Com base nos princípios do efeito Doppler, o ultrassom Doppler estuda a variação da frequência recebida de um recetor fixo, em relação a uma fonte móvel acoplada de ultrassons (vibrações na gama > 20 kHz) com uma determinada frequência (Fe), a partir de um transdutor em direção a uma coluna de partículas sanguíneas em movimento, permitindo conhecer as ondas de velocidade do fluxo de um determinado vaso sanguíneo. A diferença entre a frequência emitida e a refletida é designada por frequência Doppler (Fd), proporcional à velocidade do fluxo sanguíneo (Vsang) e expressa pela fórmula:
{\displaystyle V\cdot \cos alpha=Vsang}
Em que o corpo α representa o ângulo de insonação e a frequência Doppler é equivalente à velocidade do ultrassom (Vultra):
{\displaystyle Sgt=2Fe\cdot V\cdot \cos alpha=Vultra}
O Doppler colorido é essencialmente o sistema informático integrado no aparelho de ultrassons. Atribui unidades de cor dependendo da velocidade e direção do fluxo sanguíneo. Por convenção, o vermelho é atribuído ao fluxo em direção ao transdutor e o azul ao fluxo em direção oposta.

## Doppler pulsado
A maioria dos aparelhos modernos utiliza ultrassons Doppler pulsados, produzindo um Doppler de fluxo colorido, para medir o fluxo no centro ou na periferia de um vaso sanguíneo. Os dispositivos de onda pulsada transmitem e recebem uma série de impulsos, recebendo geralmente a informação antes de enviar o próximo. A variação da frequência de cada pulso é ignorada, mas as variações de fase relativas dos pulsos são utilizadas para obter a variação da frequência, uma vez que a frequência é a taxa de variação dessa fase. A principal vantagem do Doppler pulsado em relação à variedade de onda contínua é que a informação da distância é obtida (o tempo entre a transmissão e a recepção dos impulsos pode ser convertido em distância, conhecendo-se a velocidade do som). A desvantagem do Doppler pulsado é que as medições podem sofrer aliasing. O termo "ecografia Doppler" ou "sonografia Doppler" tem sido aceite para se referir às versões pulsada e contínua, apesar dos diferentes mecanismos pelos quais cada uma mede o fluxo.

## Doppler Contínuo
Os dispositivos de onda contínua transmitem um feixe de ultrassons contínuo, de modo a que a transmissão do som e a receção da informação ocorram simultaneamente no transdutor. Embora o ultrassom de onda contínua permita determinar o sentido do fluxo estudado, tem a limitação de não conseguir determinar a profundidade a que o movimento ocorre.

## Aplicações
A ecografia Doppler é particularmente útil em estudos cardiovasculares (ecografia do sistema vascular e do coração) e é essencial em diversas áreas, como na determinação do fluxo sanguíneo reverso nos vasos do fígado em casos de hipertensão portal. A ecografia Doppler é também utilizada para determinar o risco de pré-eclâmpsia em grávidas e é o melhor exame para o diagnóstico não invasivo da anemia fetal.
A ecografia Doppler de um braço ou perna estuda o fluxo sanguíneo nas grandes artérias e veias dos braços e pernas.